# Óriásrétisas
Az óriásrétisas (Haliaeetus pelagicus) a madarak (Aves) osztályának vágómadár-alakúak (Accipitriformes) rendjébe, ezen belül a vágómadárfélék (Accipitridae) családjába tartozó faj.

## Előfordulása
Fészkelőterülete a Bering-tenger és az Ohotszki-tenger partvidéke mentén, valamint Kamcsatkán, Szahalinon és az Amur alsó folyása mentén található, ahová a költőpár március elején érkezik.
Összehangolt tenyésztéssel próbálják meg megmenteni a fajt. Európában az Európai Állatkertek és Akváriumok Szövetsége felügyelete alá tartozó Európai Veszélyeztetett Fajok Programja (EEP) keretében tenyésztik a faj egyedeit.
Magyarországon csak a Nyíregyházi Állatparkban látható.

## Alfajai
- Haliaeetus pelagicus pelagicus
- Koreai óriásrétisas (Haliaeetus pelagicus niger) - a Koreai-félszigeten élt egykor, de a vadászat és élőhelyének tönkretétele miatt az 1950-es évek végére kihalt

## Megjelenése
A világ legnagyobb termetű sasfaja. Magassága 85–105 centiméter, szárnyfesztávolsága 200–240 centiméter. A tojó testtömege 6,8–9 kilogramm, a hímé 4,9–6 kilogramm. Feje barna, sárgás csőre felett fehér folt található. Szárnya szintén barna, de tövénél fehér szín jelentkezik. Sárga lábán négy hatalmas karom helyezkedik el. 
|  |

## Életmódja
A fiókának rengeteg táplálékot – főleg halat és kisebb vízimadarakat – hordanak. Kisebb emlősöket is zsákmányolnak, és elfogyasztják a tengerpartra kivetett dögöket is. Ritkán akár fiatal fókákat, sőt rókákat is elejtenek.

## Szaporodása
Fészkét leginkább nyárfákra vagy nyírfákra, ritkábban meredek sziklafalak kiugrásaira építi. A fészek ágakból készül, és levelek meg tollak bélelik.
A tojó 1–3 tojást rak, általában április végén. A szülők felváltva költik ki a fészekaljat mintegy 40 nap alatt, bár a tojó többet ül a fészken.